# 가브리엘류스 란츠베르기스
가브리엘류스 란츠베르기스(리투아니아어: Gabrielius Landsbergis, 1982년 1월 7일 ~ )는 리투아니아의 정치인이다. 조국연합-리투아니아 기독교민주당 소속 세이마스(리투아니아 의회) 의원, 유럽 국민당 소속 유럽 의회 의원을 역임했다. 2015년부터 조국연합-리투아니아 기독교민주당 대표를 역임했으며 2020년부터 2024년까지 잉그리다 시모니테 총리 내각에서 리투아니아 외무부 장관을 수행했다.

## 경력
가브리엘류스 란츠베르기스는 2003년에 빌뉴스 대학교 역사학과를 졸업하고 학사 학위를 취득했으며 2005년에 빌뉴스 대학교 국제관계정치학부에서 국제관계학과 석사 학위를 취득했다. 란츠베르기스는 처음에 리투아니아 외무부와 리투아니아 대통령 관저에서 근무했고 2007년에 벨기에 주재 리투아니아 대사관 직원으로 근무하게 된다. 란츠베르기스는 2011년에 리투아니아로 돌아와서 리투아니아 정부 산하 총리실에서 근무했다.
란츠베르기스는 2014년 1월 8일에 조국연합-리투아니아 기독교민주당 소속 유럽 의회 의원 선거 후보로 선정되었다. 란츠베르기스는 2014년 7월 1일부터 2016년 5월 12일까지 조국연합-리투아니아 기독교민주당 소속 유럽 의회 의원을 역임하면서 유럽 의회 산하 국제 무역 위원회, 안보 국방 소위원회에서 활동했다. 또한 어린이의 권리에 관한 유럽 의회 교섭단체에서 활동하기도 했다.
란츠베르기스는 2015년 4월 25일에 이레나 데구티에네 전 세이마스 의장을 누르고 조국연합-리투아니아 기독교민주당 대표로 선출되었다. 란츠베르기스는 2015년 초반에 우크라이나 위기 와중에 러시아 모스크바에서 러시아 의원들과 관계자들을 만나자고 요청했으나 거절당했다.
란츠베르기스는 2015년 11월에 2016년 리투아니아 총선거를 앞두고 카우나스 잘냐칼니스 선거구에 입후보하기로 결정했다. 선거구 획정에 따라 란츠베르기스는 신설된 카우나스 첸트라스-잘랴칼리스 단일 선거구 후보가 되었는데 원래 카우나스 첸트라스 선거구 후보로 내정되었던 긴타레 스카이스테는 란츠베르기스를 대신하여 비례대표 후보 명단에 합류했다.
란츠베르기스는 2016년 3월에 유럽 의회 의원직을 사임했다. 2016년 리투아니아 총선거에서 란츠베르기스는 카우나스에서 단일 선거구 의석을 획득한 유일한 조국연합-리투아니아 기독교민주당 후보였다. 란츠베르기스는 2017년에 새로운 당 대표 선거를 실시하자고 제안했다. 2020년 12월 11일에는 잉그리다 시모니테 총리 내각에서 리투아니아 외무부 장관으로 임명되었다.

## 사생활
가브리엘류스 란츠베르기스의 아버지는 리투아니아의 작가인 비타우타스 V. 란츠베르기스이며 어머니는 기에드레 부켈리테이다. 가브리엘류스 란츠베르기스는 리투아니아의 탈소련 독립 혁명 지도자인 비타우타스 란츠베르기스의 손자이기도 하다.
가브리엘류스 란츠베르기스는 리투아니아어와 영어를 구사한다. 가브리엘류스 란츠베르기스는 아우스테야 란츠베르기에네와 결혼했다. 이들 부부에게는 4명의 자녀가 있다.